# Arkadij Filipenko
Arkadij Dmytrovytj Filipenko (ukrainsk: Аркадій Дмитрович Філіпенко tr. Arkadij Dmytrovytj Filipenko; russisk: Аркадий Дмитриевич Филиппенко tr. Arkadij Dmitrijevitj Filippenko; født 8. januar 1912 i Kyiv, Det Russiske Kejserrige, død 24. august 1983 i Kyiv, Ukrainske SSR, Sovjetunionen) var en sovjetisk ukrainsk komponist og guitarist.
Filipenko studerede komposition på Musikkonservatoriet i Kyiv og blev undervist af Borys Ljatosjynskyj og Lev Revutskyj.
Han har skrevet to bevægende symfonier for strygere, orkesterværker, 500 sange, 6 strygerkvartetter, børneoperaer, filmmusik, kammermusik etc.
Filipenko modtog USSR's Statspris for sin anden strygekvartet (1948) og var med til at danne den ukrainske komponistforening.

## Udvalgte værker
- Symfoni nr. 1 (i H-mol) (1976)  - for strygeorkester
- Symfoni nr. 2 (i A-mol) (1982)  - for strygeorkester
- Heroisk digtning (1947) - for orkester
- "Dumaen for den udødelige Kobzar" (1961) (Vokalsymfonisk digtning) - Kantate
- 6 Strygekvartetter (1939, 1948, 1971, 1977, 1979)